# 2013年東亞運動會田徑比賽
2013年東亞運動會田徑比賽是於2013年10月7日至10月9日期間，在天津奧林匹克體育中心體育場舉行的賽事，此次比賽共設29個小項。

## 獎牌榜
| 排名 | 国家／地区 | 金牌 | 银牌 | 铜牌 | 總數 |
| ---- | ---------- | ---- | ---- | ---- | ---- |
| 1    | 中国       | 20   | 11   | 5    | 36   |
| 2    | 日本       | 7    | 9    | 9    | 25   |
| 3    | 韩国       | 2    | 3    | 6    | 11   |
| 4    | 中华台北   | 0    | 3    | 4    | 7    |
| 5    | 朝鲜       | 0    | 1    | 2    | 3    |
| 5    | 蒙古       | 0    | 1    | 2    | 3    |
| 7    | 中国香港   | 0    | 1    | 1    | 2    |
| 總計 | 總計       | 29   | 29   | 29   | 87   |

## 獲勝者

### 男子
| 項目                   | 金牌                                               | 金牌     | 银牌                                           | 银牌     | 铜牌                                       | 铜牌     |
| 100公尺 （詳細）       | 蘇炳添（中国）                                     | 10.31    | 山縣亮太（日本）                               | 10.31    | 大瀨戶一馬（日本）                         | 10.48    |
| 200公尺 （詳細）       | 剑桥飞鸟（日本）                                   | 20.93    | 飯塚翔太（日本）                               | 21.01    | 曹圭元（韩国）                             | 21.57    |
| 400公尺 （詳細）       | Lim Chan Ho（韩国）                                | 46.58    | 陈建新（中国）                                 | 46.63    | 小林直己（日本）                           | 46.76    |
| 800公尺 （詳細）       | 川元獎（日本）                                     | 1:53.18  | 腾海宁（中国）                                 | 1:53.52  | Choi Hyeon Gi（韩国）                      | 1:54.56  |
| 1500公尺 （詳細）      | 張海坤（中国）                                     | 3:52.85  | 申相珉（韩国）                                 | 3:53.34  | Munkhbayar Narandulam（蒙古）              | 3:54.10  |
| 5000公尺 （詳細）      | 星創太（日本）                                     | 14:25.00 | Serod Batochir（蒙古）                         | 14:28.24 | 俞承燁（韩国）                             | 14:30.57 |
| 110公尺跨欄 （詳細）   | 江帆（中国）                                       | 13.58    | 金秉俊（韩国）                                 | 13.61    | 纪伟（中国）                               | 13.70    |
| 400公尺跨欄 （詳細）   | 程文（中国）                                       | 49.66    | 陳傑（中华台北）                               | 49.90    | 野澤啓佑（日本）                           | 50.61    |
| 4x100公尺接力 （詳細） | 日本 · 山縣亮太 · 飯塚翔太 · 剑桥飞鸟 · 大瀨戶一馬 | 38.44 GR | 中国香港 · 鄧亦峻 · 黎振浩 · 吳家鋒 · 徐志豪   | 39.12    | 中国 · 張培萌 · 鄭東升 · 蘇炳添 · 梁嘉鴻   | 39.19    |
| 4x400公尺接力 （詳細） | 中国 · 程文 · 常鹏本 · 张云鹏 · 陳建新             | 3:07.27  | 日本 · 山崎謙吾 · 小林直己 · 川元獎 · 野澤啓佑 | 3:07.32  | 中华台北 · 陳毓德 · 王文堂 · 羅巖耀 · 陳傑 | 3:10.72  |
|                        |                                                    |          |                                                |          |                                            |          |
| 撐竿跳高 （詳細）      | 山本聖途（日本）                                   | 5.50     | 周博（中国）                                   | 5.30     | 荻田大樹（日本）                           | 5.30     |
| 跳遠 （詳細）          | 金相蘇（韩国）                                     | 7.71     | 雲知明（中国）                                 | 7.69     | 大岩雄飛（日本）                           | 7.64     |
| 三級跳遠 （詳細）      | 傅海涛（中国）                                     | 16.21    | 曹硕（中国）                                   | 16.15    | 蔡易達（中华台北）                         | 15.16    |
| 鉛球 （詳細）          | 王廣甫（中国）                                     | 19.34    | 王立克（中国）                                 | 19.21    | 張銘煌（中华台北）                         | 19.19    |
| 鏈球 （詳細）          | 萬勇（中国）                                       | 69.26    | 李尹喆（韩国）                                 | 67.65    | 齊大凱（中国）                             | 67.01    |
| 標槍 （詳細）          | 趙慶剛（中国）                                     | 82.97 GR | 黃士峰（中华台北）                             | 82.11 GR | 迪恩元氣（日本）                           | 77.35    |

### 女子
| 項目                   | 金牌                                     | 金牌        | 银牌                                               | 银牌       | 铜牌                                         | 铜牌     |
| 100公尺 （詳細）       | 韋永麗（中国）                           | 11.57       | 陶宇佳（中国）                                     | 11.72      | 木村茜（日本）                               | 11.99    |
| 200公尺 （詳細）       | 韋永麗（中国）                           | 23.71       | 袁琦琦（中国）                                     | 24.15      | 金敏姬（韩国）                               | 24.25    |
| 400公尺 （詳細）       | 陳靜文（中国）                           | 53.76       | 湯小茵（中国）                                     | 54.31      | 鳥原山崎（日本）                             | 54.92    |
| 800公尺 （詳細）       | 宋婷婷（中国）                           | 2:08.89     | 伊東美保（日本）                                   | 2:11.07    | Khishigsaikhan Galbadrakh（蒙古）            | 2:16.28  |
| 1500公尺 （詳細）      | 趙婧（中国）                             | 4:17.87     | 劉芳（中国）                                       | 4:19.40    | 森智香子（日本）                             | 4:20.04  |
| 5000公尺 （詳細）      | 松崎璃子（日本）                         | 16:09.72    | 金春美（朝鲜）                                     | 16:35.79   | 付廷連（中国）                               | 16:40.52 |
| 10000公尺 （詳細）     | 清水裕子（日本）                         | 32:50.42 GR | 姜曉麗（中国）                                     | 34:04.57   | 金春梅（朝鲜）                               | 34:17.29 |
| 100公尺跨欄 （詳細）   | 吳水嬌（中国）                           | 12.93 GR    | 向馬繪里子（日本）                                 | 13.22      | Jung Hye Lim（韩国）                         | 13.41    |
| 400公尺跨欄 （詳細）   | 肖霞（中国）                             | 56.97       | 青木沙彌佳（日本）                                 | 58.06      | 趙銀珠（韩国）                               | 58.44    |
| 3000公尺障礙 （詳細）  | 李珍珠（中国）                           | 9:53.17 GR  | 三鄉實沙希（日本）                                 | 9:54.02 GR | Pak Kum Hyang（朝鲜）                        | 10:04.83 |
| 4x100公尺接力 （詳細） | 中国 · 陶宇佳 · 韋永麗 · 林慧君 · 袁琦琦 | 43.66 GR    | 日本 · 土井杏南 · 木村茜 · 市川華菜 · 田村友紀     | 45.17      | 中华台北 · 徐詠潔 · 黃鈺晴 · 柯靜婷 · 沈宛臻 | 45.61    |
| 4x400公尺接力 （詳細） | 中国 · 肖霞 · 陈燕梅 · 汤晓茵 · 陈静文   | 3:35.65     | 日本 · 青木沙弥佳 · 鳥原早貴 · 芝田陽香 · 新宮美步 | 3:40.55    | 中国香港 · 呂麗瑤 · 陳倩紅 · 林浩茵 · 潘幸慧 | 4:00.05  |
|                        |                                          |             |                                                    |            |                                              |          |
| 鉛球 （詳細）          | 劉相蓉（中国）                           | 18.40       | 林家瑩（中华台北）                                 | 16.95      | 孟倩倩（中国）                               | 16.92    |

## 外部連結
- 東亞運動會 田徑競賽日程表